# 墨脱铁线莲
墨脱铁线莲（学名：Clematis metouensis）为毛茛科铁线莲属下的一个种。

## 扩展阅读
維基物種上的相關：墨脱铁线莲